# Amphidesmus apicalis
Amphidesmus apicalis là một loài bọ cánh cứng trong họ Cerambycidae.